# Sebastià Bassa i Barbany
Sebastià Bassa i Barbany   (Santa Eulàlia de Ronçana, 1859 - l'Ametlla del Vallès, 1935) fou un metge i alcalde de l'Ametlla del Vallès (1902-1916).

## Biografia
El Dr. Bassa va entrar en contacte amb l'Ametlla el 1894 quan fou nomenat metge titular de la vila.
L'any 1902 va ser nomenat alcalde de l'Ametlla i de la seva mà s'inicià un seguit de transformacions urbanístiques i socials que marcarien l'estil de la vila de la primera meitat del segle xx.
Entre aquestes realitzacions, cal destacar especialment: la construcció d'un nou cementiri (1902); l'obertura i urbanització dels dos carrers principals del municipi (1904) que connectarien el centre del poble (situat a la sagrera, en aquell moment) amb la carretera.
Va ser, però, la incorporació de Joaquim Raspall com a arquitecte municipal el 1906 el fet que va suposar el millor suport als seus plans. Va encarregar Raspall, el 1906, la construcció d'un edifici de planta i pis on ubicar la seva residència, un cafè públic i, adossada, una sala de teatre on van tenir lloc les primeres vetllades de teatre musical i que encara avui continua en funcionament. El 1907 s'estableix el "Pla General d'Urbanització del municipi" que va desenvolupar un nou centre del poble al voltant del nou passeig i serví per ordenar el creixement durant mig segle. Durant el seu mandat es va inaugurar el servei públic de telèfons, amb la central a càrrec del mateix alcalde (1909).
En 1910 va convèncer Sebastià Torres, propietari de Can Camp per finançar la construcció de les escoles públiques i de la casa consistorial, que entraren en servei l'any 1913. El 1915, va portar al poble l'energia elèctrica, servei del qual es feu responsable el mateix alcalde, en representació de la companyia.
El seu nivell d'implicació personal es denota en el fet que cedí personalment els terrenys per a la construcció del cafè, del teatre i de la instal·lació del primer transformador elèctric.
Aquest conjunt de modernitzacions donarà peu al desenvolupament de l'estiueig i les segones residències a principis de segle xx. Aquesta pràctica, gràcies al ferrocarril i les termes, ja estava àmpliament estesa a la Garriga i Cardedeu, però l'Ametlla no tenia (ni té) aquests elements. Així doncs, cal identificar en les transformacions del Dr. Bassa l'impuls que va permetre a l'Ametlla estar en primera línia.
També va promoure la fundació i fou el primer president de la coral Lo Lliri (1904), entitat inspirada en el moviment claverià i que encara avui continua en actiu.